# Meriones sacramenti
Meriones sacramenti је врста глодара из породице мишева и потпородице гербила (лат. Gerbillinae). 

## Распрострањење
Египат, Израел и Палестина су једина позната природна станишта врсте.

## Станиште
Врста Meriones sacramenti има станиште на копну.

## Угроженост
Ова врста се сматра рањивом у погледу угрожености врсте од изумирања.

### Популациони тренд
Популација ове врсте се смањује, судећи по расположивим подацима.